# 社会思想 (1922年)
『社會思想』（社会思想 / しゃかいしそう）は1922年（大正11年）4月、社会思想社（同名の出版社とは別団体）によって創刊され、1930年（昭和5年）1月まで刊行されていた思想・言論同人雑誌である。当時の日本における社民派の理論誌としての役割を果たした。

## 概要
1922年4月創刊。1928年頃の発行部数は約2,000部。1922年から1928年初め頃までは社会思想社同人の平貞蔵・三輪寿壮・細野三千雄を中心に編集され、それ以降は丸岡重尭・荘原達によって編集された。1930年1月、9巻1号をもって終刊となり、同年5月に創刊された長谷川如是閑が主宰するリベラル派・左派共同の言論誌『批判』（『我等』を改題）に合流した。
1981年 - 1982年、法政大学大原社会問題研究所の編集により、叢書『日本社会運動史料』（機関紙誌篇）として復刻・刊行されている（法政大学出版局刊）。